# Blancoa
Blancoa és un gènere de plantes monotípic i la seva única espècie és la planta herbàcia perenne Blancoa canescens. Pertany a la família Haemodoraceae, és endèmic d'Austràlia occidental.
Blancoa canescens, Winter Bell, té les flors roges a rosades, és una planta enfiladissa i fa fins a 40 cm d'alt.
Aquest gènere rep el nom en honor del botànic Francisco Manuel Blanco.